# Andahua-Orcopampa
Das Andahua-Orcopampa Vulkanfeld im Gebiet des peruanischen Andahua-Tals, 20 Kilometer ostnordöstlich des Vulkans Coropuna, hat eine Ausdehnung von 3600 Quadratkilometern. Die lokale Bevölkerung nennt es das „Tal der Vulkane“.
Die trachyandesitischen Schlackenkegel sowie die Lavaströme, welche auch vereinzelte Gebäude zerstörten, scheinen nur wenige hundert Jahre alt zu sein. Berichten zufolge war das Gebiet zu Zeiten der Inkas aktiv. Die Berichte über eine erneute Aktivität im Jahr 1913 konnten allerdings bis anhin nicht bestätigt werden. Lavaströme haben den Río Andagua mehrmals aufgestaut und es blieb ein kleiner See bestehen. Mittels der Radiokohlenstoffdatierung wurden Ausbrüche in den Jahren 2110 v. Chr. ± 50 Jahre, 940 v. Chr. ± 100 Jahre sowie 1490 ± 40 Jahre (im Gebiet Chilcayoc Grande) datiert.